# Fractofusus misrai
Fractofusus misrai är ett forntida djur som levde för cirka 560 miljoner år sedan. Fossila lämningar av arten fanns av S.B.Misra år 1967 på en plats kallad Mistaken Point på Newfoundland i Newfoundland och Labrador.. Det utmärkande med denna livsform är det faktum att den troligtvis utgör en föregångare till en eller ett flertal av de livsformer som senare återfinns i den kambriska explosionen och är det därmed det första multicellulära livsformen från tiden kallad prekambrium.